# Hertleinia
Hertleinia is een geslacht van weekdieren uit de klasse van de Gastropoda (slakken).

## Soort
- Hertleinia mitriformis (G. B. Sowerby I, 1832)